# Eternal Love 2006
Eternal Love 2006 é um single de Hironobu Kageyama. Foi lançado em 24 de março de 2006 pela b-fairy records e possui quatro faixas.

## Produção
A música foi uma das aberturas do jogo de PS2 Galaxy Angel II: Zettai Ryouiki no Tobira. Aliás, o título vem da tradição da franquia de usar o nome "Eternal Love" como aberturas de seus jogos, havendo, então, canções como "Eternal Love 2003" e "Eternal Love 2004", por exemplo. O compositor da música, Yusuke Sakamoto, aliás, escreveu não só esta, mas também as versões de 2003, 2004 e 2007. Já a letrista Yuki Mori trabalhou em inúmeras canções da franquia, além de outras, como Di Gi Charat.

## Recepção
O single chegou à 70ª posição no Oricon Singles Chart.

## Faixas
| N.º            | Título                       | Letras         | Música            | Arranjo        | Duração |  |
| 1.             | "Eternal Love 2006"          | Yuki Mori      | Yusuke Sakamoto   | Y. Sakamoto    | 4:23    |  |
| 2.             | "Burning Soul"               | kanoko         | Noriyasu Agematsu | Hitoshi Fujima | 3:35    |  |
| 3.             | "Eternal Love 2006 *karaoke" | instrumental   | Y. Sakamoto       | Y. Sakamoto    | 4:21    |  |
| 4.             | "Burning Soul *karaoke"      | instrumental   | N. Agematsu       | H. Fujima      | 3:33    |  |
| Duração total: | Duração total:               | Duração total: | Duração total:    | Duração total: | 15:52   |  |